# Phyllomimus bakeri
Phyllomimus bakeri är en insektsart som beskrevs av Heinrich Hugo Karny 1921. Phyllomimus bakeri ingår i släktet Phyllomimus och familjen vårtbitare. Inga underarter finns listade i Catalogue of Life.